# Shūichi Gonda
Shūichi Gonda (権田 修一 Gonda Shūichi?), född 3 mars 1989 i Tokyo prefektur, Japan, är en japansk fotbollsmålvakt som spelar för Shimizu S-Pulse.

## Landslagskarriär
I november 2022 blev Gonda uttagen i Japans trupp till VM 2022.